# Franz Philipp von Inzaghi
Pour les articles homonymes, voir Inzaghi.
Franz Philipp von Inzaghi (né à Graz, le 25 mai 1731, mort à Goritz, le 3 décembre 1816) est un archevêque catholique autrichien.

## Biographie
Franz Philipp von Inzaghi est né au sein d'une famille noble autrichienne de rang comtal d'origine italienne, de laquelle descend aussi le comte Karl von Inzaghi, gouverneur de la province vénitienne au nom de l’empereur autrichien.
Il entreprend une carrière ecclésiastique, il effectue ses études à Rome, il est consacré à Salzbourg, le 30 mars 1754. Ensuite, il est nommé archidiacre mitré de l’église Nikolsburg en Moravie. Le 27 février 1775, il est choisi pour occuper le poste d'évêque de Trieste, et est consacré le même jour.
En 1788, il est nommé de par la volonté de l'empereur Joseph II au poste d'évêque de Gradisca, un diocèse expressément voulu par le gouvernement autrichien pour mieux contrôler la vie religieuse de la région. Ce projet de l'empereur se révèle toutefois un échec, le diocèse est supprimé le 12 septembre 1791, Franz Philipp von Inzaghi est promu évêque de Gorizia et de Gradisca.
Son influence est importante pour son époque, on s'en souvent en particulier pour avoir eu le mérite d'avoir su maintenir une église stable et forte malgré l'instabilité politique qui oppresse les gouvernements européens de l’époque et malgré l'ingérence de l'état impérial dans les affaires des curies locales, en particulier ceux à l’extérieur des frontières des domaines de l'empereur.
Il est contraint de fuir à l’arrivée des armées napoléoniennes en 1797, qui aboutit à la conquête de la Vénétie et à la proclamation du Traité de Campo-Formio. Avec le retour du territoire vénitien dans les dépendances autrichiennes, il peut récupérer son siège et reprendre possession de la cathédrale épiscopale où il meurt le 3 décembre 1816, il est inhumé dans la crypte des évêques de la cathédrale de Gorizia.